# تن فان فلیت
تن فان فلیت (هلندی: Teun van Vliet؛ زادهٔ ۲۲ مارس ۱۹۶۲) دوچرخه‌سوار اهل هلند است.
از باشگاه‌هایی که در آن رکاب زده‌است می‌توان به تیم دوچرخه‌سواری پاناسونیک اشاره کرد.